# Krevní msta (Simpsonovi)
Krevní msta (v anglickém originále Blood Feud) je 22. díl 2. řady (celkem 35.) amerického animovaného seriálu Simpsonovi. Scénář napsal George Meyer a díl režíroval David Silverman. V USA měl premiéru dne 11. července 1991 na stanici Fox Broadcasting Company a v Česku byl poprvé vysílán 29. října 1993 na stanici ČT1.

## Děj
Pan Burns onemocní hypoémií, fiktivním onemocněním, kdy tělo nevytváří dostatek krve, a potřebuje krevní transfúzi. Při hledání dárce Burns zjistí, že nikdo ze zaměstnanců Springfieldské jaderné elektrárny nesdílí jeho vzácnou krevní skupinu, dvojitou O negativní. Někteří se Burnsovu stavu dokonce smějí a odmítají svou krevní skupinu prozradit. Homer původně nabídne, že daruje část své krve v domnění, že za záchranu Burnsova života dostane odměnu, ale zjistí, že jeho krevní skupina je A pozitivní. Při diskuzi s Marge se dozvídá, že jeho syn Bart je dvojitě O negativní, a přestože darování části své krve vnímá negativně, Homer ho k darování krve přemlouvá a slibuje, že Burns Simpsonovy bohatě odmění. Poté, co Bart neochotně souhlasí a jeho darování, které Burnsovi zachrání život, pošle Burns Simpsonovým poděkování. Homer, rozzuřený tímto ubohým gestem, napíše urážlivou odpověď, ale Marge ho přesvědčí, aby ji neposílal. Druhý den ráno Homer zjistí, že dopis zmizel, a dozví se, že ho Bart odeslal. 
Když se Homerovi nepodaří zabránit tomu, aby se dopis dostal na Burnsův stůl, a to tím, že se neúspěšně pokusí naplnit poštovní schránku vodou, dopis dostane jeho šéf. Zpočátku je dopisem ohromen, protože začal pozitivně, ale než Homer opustí Burnsovu kancelář, přečte si zbytek dopisu a rozzuřeně požaduje, aby ho zbili rváči, ale Smithers protestuje a trvá na tom, že takhle se Simpsonovi nevrátí laskavost, kterou mu prokázali. Zkroušený Burns brzy pošle rodině kolosální olméckou hlavu boha Xtapalapaquetla, která se Bartovi líbí. Také se Homerovi omluví za to, že ho špatně odhadl, a daruje mu výtisk své knihy Will There Ever Be A Rainbow?
Zatímco Simpsonovi na hlavu zírají, debatují o tom, jaké ponaučení si z celé záležitosti odnesli. Nemůže to být tak, že dobrý skutek je sám sobě odměnou, protože Bart dostal odměnu, která se mu líbí. Také to není případ, kdy žádný dobrý skutek nezůstane bez odměny, protože by nikdy nic nedostali, kdyby Homer nenapsal rozzlobený dopis. Líza naznačuje, že možná žádné poučení neexistuje. Homer poznamenává, že nedávné události jsou „jen hromada věcí, které se staly“, ačkoli se všichni shodují, že v posledních dnech došlo k nezapomenutelnému zvratu.

## Produkce
Díl napsal George Meyer a režíroval jej David Silverman. Výkonný producent Sam Simon a scenáristé Al Jean a Mike Reiss přišli s nápadem na epizodu, když se snažili naplnit zbytek výrobního cyklu. Jeden ze spolupracovníků nedávno potřeboval transfúzi krve a scenáristy napadlo, že by bylo vtipné, kdyby ji pan Burns dostal. Ačkoli byl za autora epizody označen Meyer, Jean a Reiss scénář přepsali a vypilovali. Harry Shearer, hlas pana Burnse a Smitherse, se nemohl zúčastnit společného čtení epizody, a tak jeho role přečetl Dan Castellaneta (hlas Homera). První dějství Krevní msty je mnohem delší než v běžném dílu seriálu. Producenti chtěli toto dějství ukončit tím, že se pan Burns bude cítit lépe, ale rozhodli se ho prodloužit, aby ukázali, jak to ovlivnilo rodinu Simpsonových. Krevní msta končí tím, že rodina diskutuje o tom, jaké bylo poselství této epizody, ale rozhodne se, že žádné poselství nebylo. Scenáristé měli problém vymyslet konec, ale rozhodli se, že když není žádný smysl, budou o něm diskutovat. Chris Turner ve své knize Planet Simpson píše, že závěr se má otevřeně vysmívat „představě úhledné morálky ve stylu sitcomu“ a „šablonovitým zápletkám sitcomů“.
David Silverman popisuje díl jako „jednu z mých velmi oblíbených epizod, které jsem měl tu čest režírovat“. Poznamenává, že se v epizodě poprvé objevuje několik „standardních homerismů“, jako jsou Homerovy rozhovory s mozkem a jeho vysoký „pohádkový hlas“. Silverman použil detailní záběr na Burnse, když říká „krev mladého chlapce“, v naději, že diváky zmate, že zbytek epizody bude o tom, jak Burns hledá další Bartovu krev.
V epizodě debutuje olmécká hlava Xtapolapocetl. Po skončení epizody byla přemístěna do sklepa Simpsonových, kde se od té doby znovu objevila jako rekvizita v pozadí několika epizod, i když nikdy v hlavní roli. Design byl částečně založen na skutečných olméckých hlavách, ale byl změněn, aby vypadal zajímavěji a groteskněji.

## Kulturní odkazy
Kompozice a prostředí scény, v níž Smithers a doktor Dlaha diskutují o zdravotním stavu pana Burnse, je částečně inspirována scénou z filmu Občan Kane, kde Kane hovoří se svou ženou Susan Alexanderovou poté, co se pokusila o sebevraždu. Otto si pobrukuje píseň „Iron Man“ od Black Sabbath. Najatý duchovní spisovatel pana Burnse se zmíní, že napsal píseň „Like Hell I Can't“. Název je hříčkou s autobiografií Sammyho Davise mladšího Yes, I Can. Homer chybně uvádí příběh Androkles a lev, místo toho o něm mluví jako o Herkulovi a lvu. Nástěnná malba na poště připomíná Michelangelovo Stvoření Adama. Scéna, v níž Homer diktuje rozzlobený dopis panu Burnsovi, a scéna, v níž se ho s Bartem pokouší dostat ze schránky, jsou inspirovány epizodou The Honeymooners Letter to the Boss.

## První vysílání
Díl byl součástí výroby 2. řady, ale byl dokončen se zpožděním. Původně byl odvysílán 11. července 1991 v rámci „premiérového týdne“ stanice Fox Network. Stanice Fox vysílala nové epizody několika svých nejlepších seriálů, včetně Simpsonových a Beverly Hills 90210, v naději, že rozšíří běžnou 30týdenní prime time sezónu a získá nové diváky. Ačkoli Drobné kiksy nad komiksy byly oficiálním finále 2. řady, Krevní msta je považována za součást 2. řady a byl zařazena do DVD boxsetu The Complete Second Season.
V původním vysílání se Krevní msta umístila na 24. místě ve sledovanosti v týdnu od 8. do 14. července 1991 s ratingem 10,8 podle agentury Nielsen. Byl to druhý nejlépe hodnocený pořad na stanici Fox po seriálu Beverly Hills 90210. Epizoda porazila reprízu pořadu The Cosby Show, který se vysílal ve stejnou dobu na stanici NBC a který měl rating 10,3. Stanice Fox skončila 11. července celkově druhá s průměrným ratingem 10,4.

## Přijetí
Epizoda získala pozitivní recenze od televizních kritiků. Autoři knihy I Can't Believe It's a Bigger and Better Updated Unofficial Simpsons Guide, Warren Martyn a Adrian Wood, napsali: „Jeden z těch dílů, o kterých lidé vždycky mluví, když se baví o Simpsonových – a právem. Homerova proměna z rozzlobeného rodiče v rozumného a klidného manžela je vynikající, stejně jako jeho reakce na Bartovo odeslání rozzlobeného dopisu. Jejich pokusy o získání dopisu a Burnsova konečná reakce jsou báječné.“.
Colin Jacobson z DVD Movie Guide napsal: „V mnoha ohledech se mi Msta zdála odvozenější než obvykle. Nejenže to připomínalo části dílu Kdo s koho, ale Homerovy pokusy získat dopis zpět dříve, než si ho Burns přečte, jako by připomínaly epizodu seriálu Flintstoneovi. Navzdory těmto podobnostem byla Msta stále velmi zábavnou podívanou. Pořad byl nabitý spoustou vtipných momentů, od Homerova popisu biblického příběhu až po jeho návštěvu pošty.“. Ben Rayner z deníku The Toronto Star zařadil Krevní mstu do svého seznamu deseti nejlepších epizod Simpsonových a poznamenal, že „Homerova snaha zmařit poštovní službu mě i po patnácti letech ubíjí“.